# Shannon (Irland)
|  | For andre betydninger, se Shannon |
Shannon (Irsk: An tSionna) er en irsk by i County Clare i provinsen Munster, i den sydvestlige del af Republikken Irland med en befolkning (inkl. opland) på 9.222 indb i 2006 (8.561 i 2002)